# Summits of the Americas

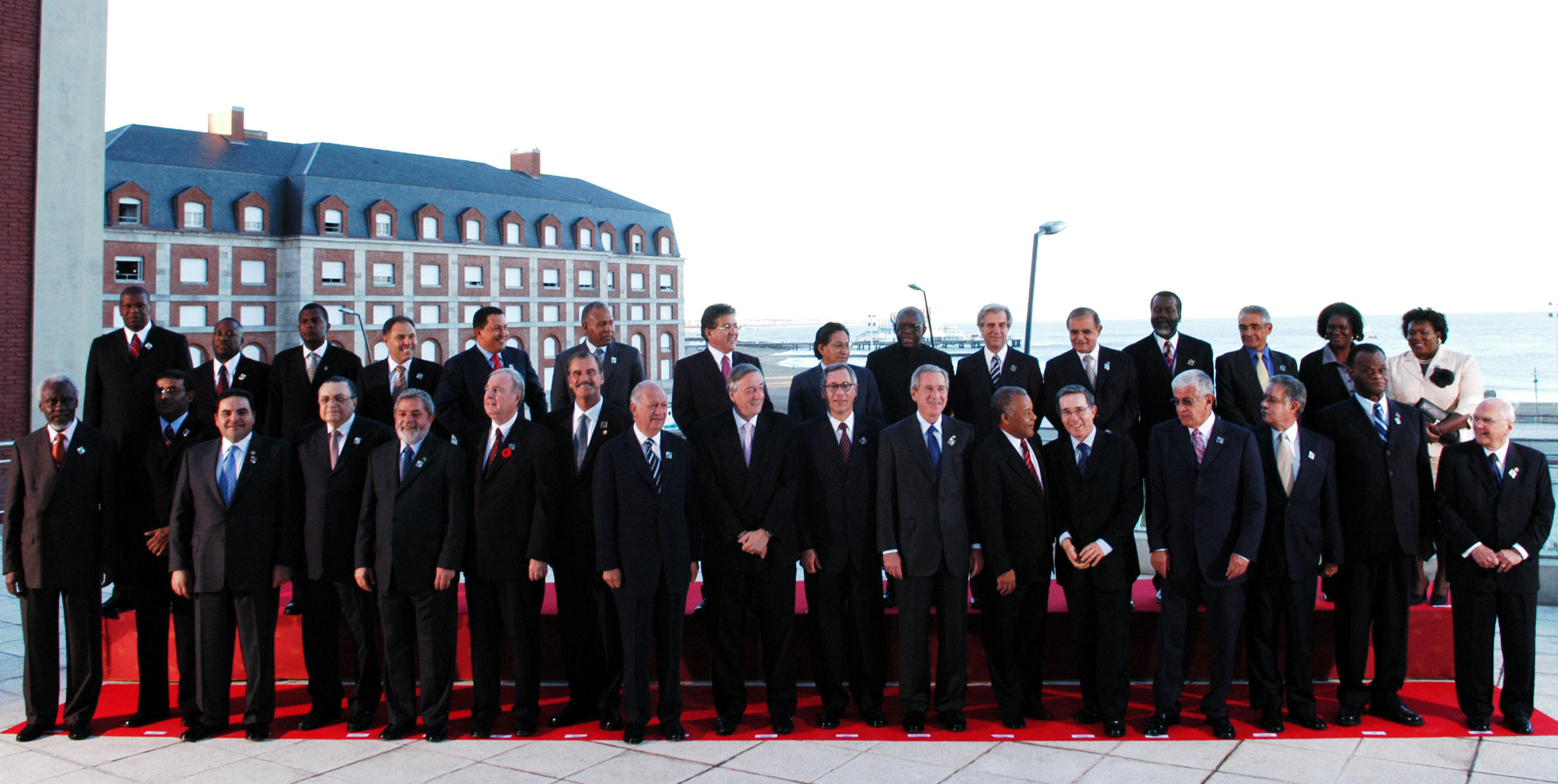
Staatshoofden Summit of the Americas in 2005

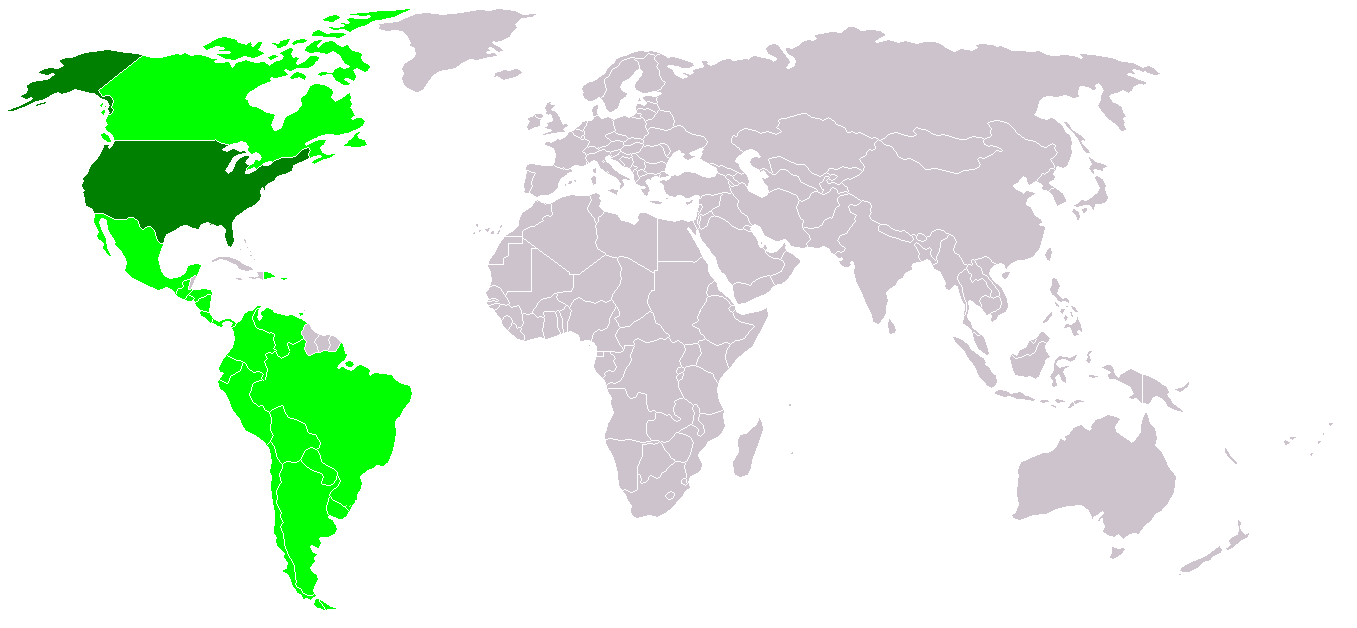
Deelnemende landen

De Summits of the Americas (SOA) zijn een serie internationale topontmoetingen die de leiders van landen in Noord-Amerika, Centraal-Amerika, Zuid-Amerika en de Caraïben samenbrengt. De ontmoetingen bieden de mogelijkheid voor discussies over een breed scala aan onderwerpen.
De summits zijn georganiseerd door een variëteit aan multilaterale organisaties geleid door de Organisatie van Amerikaanse Staten. 
Begin jaren 1990 werden de tot dan toe ad-hocsummits geïnstitutionaliseerd in reguliere Summit of the Americas gebaseerd op de principes van democratie en vrije handel.
| Nr. | Datum              | Locatie                           |
| --- | ------------------ | --------------------------------- |
| 1   | 9-11 december 1994 | Miami, Verenigde Staten           |
| 2   | 18-19 april 1998   | Santiago, Chili                   |
| 3   | 20-22 april 2001   | Quebec, Canada                    |
| 4   | 4-5 november 2005  | Mar del Plata, Argentinië         |
| 5   | 17-19 april 2007   | Port of Spain, Trinidad en Tobago |
| 6   | 14-15 april 2012   | Cartagena, Colombia               |
| 7   | 10-11 april 2015   | Panama-Stad, Panama               |
| 8   | 13-14 april 2018   | Lima, Peru                        |
| 9   | 6-10 juni 2022     | Los Angeles, Verenigde Staten     |